# Cudzichowa

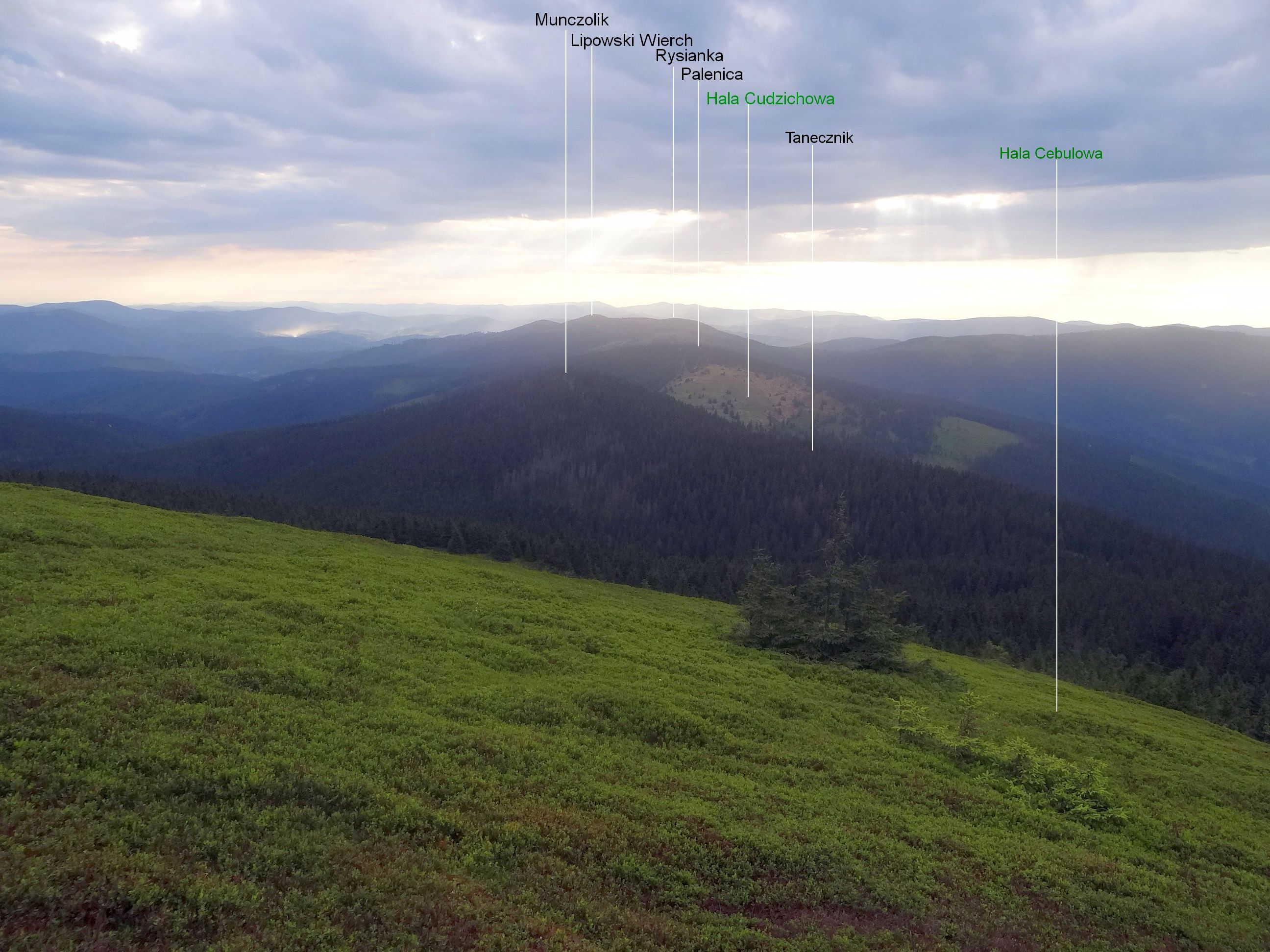
Munczolik, a za nim Hala Cudzichowa

Cudzichowa lub Hala Cudzichowa – rozległa polana reglowa w Beskidzie Żywiecko-Orawskim w Karpatach Zachodnich, na granicy polsko-słowackiej. Nie jest halą w sensie botanicznym, a jedynie położonym w górach terenem wypasowym, tradycyjnie nazywanym halą.

## Położenie
Leży w Grupie Pilska na grzbiecie pomiędzy szczytami Palenicy (Szypronia) na zachodzie oraz Szczawinki (także Munczolika lub Sypurzenia) na wschodzie, obejmując m.in. siodło Przełęczy Cudzichowej, rozdzielającej oba wspomniane wzniesienia. Aktualnie rozciąga się między 1180 a 1300 m (między 1160 a 1330 m). Leży na Wielkim Europejskim Dziale Wodnym między zlewiskami Morza Bałtyckiego i Morza Czarnego.
Znajduje się w granicach wsi Sopotnia Wielka w województwie małopolskim, w powiecie żywieckim, w gminie Jeleśnia.

## Historia i nazewnictwo
Nazwa pochodzi od nazwiska Cudzik, notowanego w XVIII-wiecznym inwentarzu dóbr żywieckich w odniesieniu do mieszkańca Sopotni Wielkiej – prawdopodobnie jednego z pierwszych właścicieli hali. Nazwę tę przytoczył już w swym „Dziejopisie”, spisanym na początku XVIII w, słynny wójt żywiecki Andrzej Komoniecki: „Znowu pod górą Pilskiem w Hali, przedtym Martoszowej, a teraz Cudzichowej, jest polana (...).”. Dawniej nazywana była także Halą Martoszową.
Opis Hali Cudzichowej w „Przewodniku po Beskidach Zachodnich” K. Sosnowskiego, pochodzący z lat międzywojennych:
„Prawdopodobnie jest to największa hala w Zach. Beskidach; z polskiej strony ma ok. 200 morgów obszaru, niewiele mniej z czechosł.; gospodarstwo szałasowe ostało się tu w dawnej postaci (drewniana trombita, ok. 4 m długa), 500 owiec, zebranych z różnych wsi, nawet orawskich, zganiają juhasi w koszar do podoju, w szałasie smaczne, czysto owcze serki. Po czechosłow. stronie wypasają pasterze z Orawy woły; źródeł wielka obfitość”.
Władysław Krygowski w swoim przewodniku po Beskidach wspomina „(...) rozległą Halę Cudzichową w szerokim siodle i opadającą także na północny stok [Palenicy] oraz znajdujący się na niej szałas.

## Charakterystyka gospodarcza
Obecnie polana obejmuje prawie wyłącznie północne stoki grzbietu, opadające ku źródliskom potoku Raztoka, spływających do potoku W Cebuli (dopływ Sopotni Wielkiej). Dawna hala była o wiele większa: obejmowała obszar ok. 110 ha i ciągnęła się daleko w stronę Pilska. Stanowiła własność gospodarzy z Sopotni Wielkiej i wg źródeł z 1930 r. należała do 23 wspólników. Po polskiej stronie wypasano na niej głównie owce. Na części hali opadającej na południe, zwanej Kruszetnicką Polaną (od nazwy orawskiej wsi Kruszetnica), słowaccy pasterze wypasali woły. Dziś ta część jest porośnięta praktycznie w całości świerkowym lasem.

## Charakterystyka przyrodnicza
Cała polana znajduje się w piętrze regla górnego, który rozciąga się tu w granicach od 1050 do 1380 m n.p.m. Znaczną część powierzchni polany porastają murawy bliźniczkowe z bliźniczką „psią trawką”, wykształcone w wyniku jej wieloletniego intensywnego wypasania. W miejscach dawnego koszarowania owiec, na podłożu w dalszym ciągu bogatym w azot, rozwinęły się „szczawiny” z zaroślami szczawiu alpejskiego i pokrzyw. Podłoże geologiczne polany stanowią utwory skalne fliszu karpackiego. Stosunkowo słaba przepuszczalność podłoża w połączeniu z lokalnymi wypłaszczeniami terenu i znacznymi opadami (nawet ponad 1300 mm rocznie) prowadzą do powstawania w tych miejscach eutroficznych młak górskich o dużej wartości przyrodniczej.
Wiosną na polanie zakwitają krokusy, a miejscach wilgotniejszych urdzik karpacki i pełnik europejski. W pełni lata kwitną kępy goryczki trojeściowej.
Duża eutroficzna młaka górska o powierzchni ok. 3 ha, ze względu na udział dwóch rzadkich gatunków: niebielistki trwałej i czosnku syberyjskiego, jest uznaną krajową osobliwością: ten typ młaki występuje tu (oraz na sąsiednich Hali Cebulowej i Hali Miziowej) na jedynym stanowisku na terenie polskich Karpat. Żywiecki wójt, Andrzej Komoniecki, tak pisał o tym miejscu na początku XVIII w. w swoim „Dziejopisie Żywieckim”: Znowu pod górą Pilskiem w hali, przedtym Martoszowej, a teraz Cudzichowej, jest polana nazwana Cebula, kędy cebula polna rośnie, którą nie koszą, ale paszą tylko od bydła, i cebulą mleko razi. A od tej polany poczyna się rastoka albo potok, który się Cebulne zowie, gdzie w nim woda bardzo zimna, której tak [zimnej] w Państwie nie znajdzie nad tę.
Oprócz dwóch wspomnianych wyżej gatunków roślin występuje tu kilka gatunków storczykowatych (kukułka szerokolistna, kukułka plamista, kruszczyk błotny), tojad mocny, tłustosz pospolity, a także wełnianki: wąskolistna i szerokolistna. W warstwie mszystej największą rolą odgrywają torfowce: błotny, czerwonawy i magellański, a także mokradłoszka zaostrzona i drabik drzewkowaty.
Występuje tu darniówka tatrzańska (endemit karpacki). Z rzadkich gatunków ptaków można tu obserwować głuszca, a nawet orła przedniego. Częsta jest żmija zygzakowata, a w miejscach najbardziej wilgotnych salamandra plamista, traszki (karpacka i górska) i kumak górski. Z owadów warto wspomnieć motyle: pazia królowej i pazia żeglarza i kilka gatunków górówek.
Hala Cudzichowa znajduje się w granicach Żywieckiego parku Krajobrazowego oraz specjalnego obszaru ochrony siedlisk i obszaru specjalnej ochrony parków Natura 2000. Na skutek zaprzestania wypasu owiec oraz zaniechania użytkowania kośnego polany, z końcem XX w. zaczęła ona zarastać drzewami. W celu odtworzenia i zachowania walorów przyrodniczych i krajobrazowych Hali Cudzichowej objęto ją ochroną czynną, realizowaną od 2007 r. w ramach Programu Aktywizacji Gospodarczej oraz Zachowania Dziedzictwa Kulturowego Beskidów i Jury Krakowsko-Częstochowskiej – Owca Plus, zaś od roku 2014 w ramach Projektu LIFE12 NAT/PL/000081 (pod nazwą „Ochrona zbiorowisk nieleśnych na terenie Beskidzkich Parków Krajobrazowych”). W ramach tych programów prowadzone jest mechaniczne usuwanie podrostu krzewów i drzew z terenu polany, wykaszanie nadmiernie rozprzestrzeniających się płatów szczawiu (na powierzchni 8 ha) oraz wprowadzenie ponownego wypasu owiec, co ogranicza sukcesję drzew i krzewów oraz polepsza nawożenie ubogich muraw bliźniczkowych.

## Turystyka
Grzbietem wododziałowym przez halę biegną czerwone znaki polskiego Głównego Szlaku Beskidzkiego na odcinku hala Rysianka – schronisko PTTK na Hali Miziowej.